# Holmenkollen

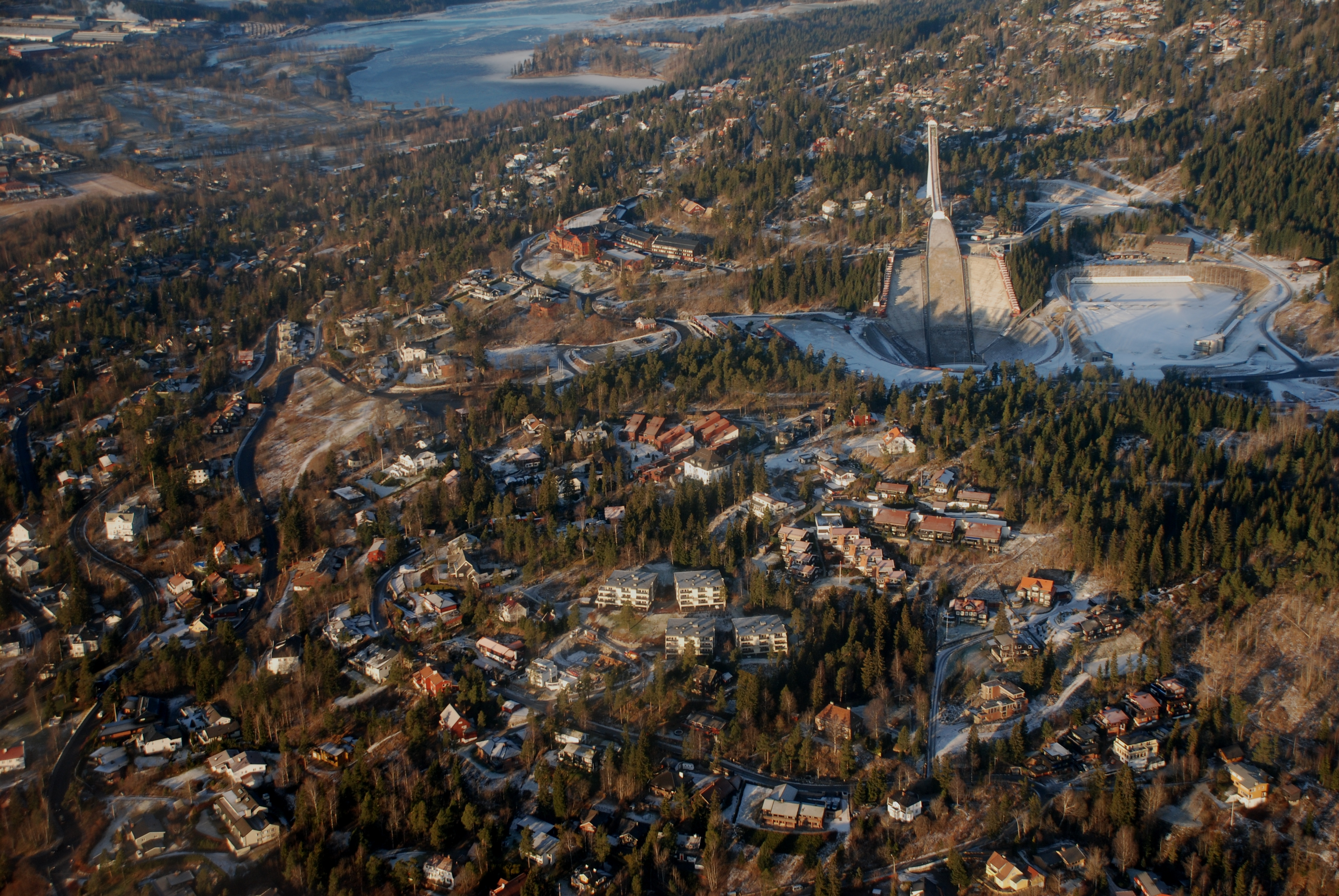
Flygfoto över Holmenkollen 2007.

Holmenkollen är en bergsrygg med ett skidstadion cirka 10 km nordnordväst om centrala Oslo i Norge. Holmenkollbacken i området är en av Norges mest besökta turistattraktioner. Ungefär en miljon besökare kommer till Holmenkollen varje år.

## Geografi
Bergsryggen har sin topp på 588 meter över havet där utsiktstornet Tryvannstårnet står.[källa behövs] Holmenkollenbacken ligger på 371 meter över havet. Hoppbacken och de övriga anläggningarna förvaltas och drivs av Skiforeningen (eg. Foreningen til Ski-Idrettens Fremme).

## Historia och evenemang

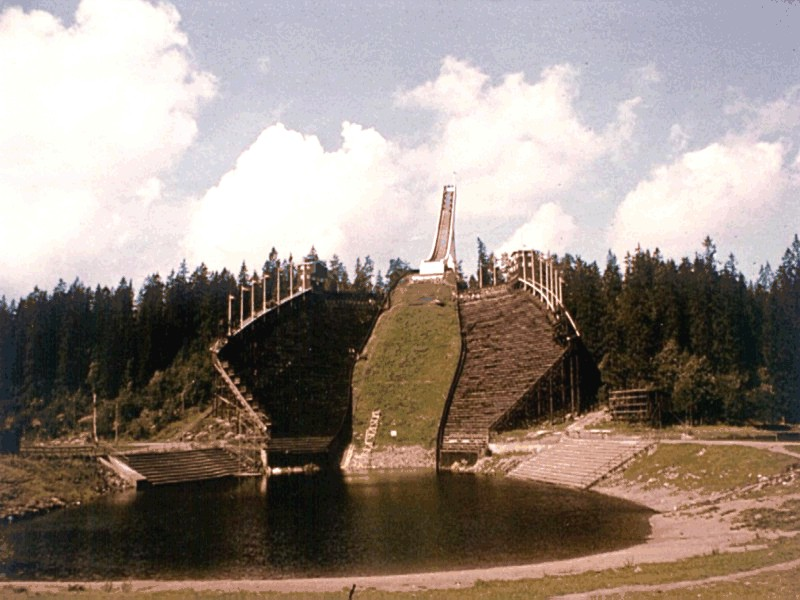
Holmenkollen och Besserudtjernet 1975.

Holmenkollrennene, också kallad Holmenkollen skifestival, nu officiellt Holmenkollen FIS World Cup Nordic är ett traditionellt, årligt internationellt skididrottsarrangemang i Holmenkollen, Oslo. Tävlingarna arrangeras i mars och har med undantag av 1898 och krigsåren 1941–1945 arrangerats varje år sedan starten 1892 då Holmenkollen tog över från Husebyrennet. Arrangör är Skiforeningen. I början var det kombinationen av backhoppning och längdåkning som gällde i Holmenkollrennet. Hopp och 18 km var de viktigaste tävlingarna, men det arrangerades också backhoppning för juniorer 18–20 år.
Redan 1903 var utlänningar med i tävlingarna. Första utlänning som vann i Holmenkollen var finske Anton Collin som vann 50 km 1922. Sven Selånger (Sverige) var första utlänning att vinna i hoppbacken (1939). I kombinationstävlingen vann förste icke-norrman 1947 (Sven Israelsson, Sverige).
Kronprins Olav deltog i backhoppningstävlingen 1922 och 1923.
Kombinationen backhoppning och längdskidåkning, Nordisk kombination ansågs som det yppersta av skidsport. Damenes pokal utdelades första gången 1884 i Husebyrennet, men utdelades i Holmenkollen när tävlingarna flyttades. Från början tilldelades pokalen en utövare med goda prestationer och stor charm. Detta ändrades sedan till att pokalen utdelas till den utövare i nordisk kombination som vinner backhoppningen. Bara två gånger har pokalen inte utdelats, då utövarens längdåkning ansågs för svag.
Från 1900 infördes längdskidåkning som tävling i Holmenkollen, först 30 km. Den klassiska 5-milen i "Kollen" infördes 1902. Varje år körs i slutet på säsongen en femmil för herrar och tremil för damer, som ingår i världscupen. I 1933 kom 18 km längdskidåkning på programmet (ändrad till 15 km från 1954). Från 1954 fick damerna deltaga i längdåkningstävlingar. Från början var det 10 km, 1967 tillkom och 20 km 1981. Juniortävlingar tillkom 1959, 10 km för män (15 km från 1963), och 5 km för kvinnor junior från 1975.
Från 1905 infördes rena backhoppningstävlingar för utövare över 32 år. Från 1933 blev det egentliga Holmenkollrennet införd: backhoppningstävling för alla över 20 år (senare ändrat till över 16 år).
1947 blev alpint, med slalom och störtlopp för båda könen, tillagda i programmet (från 1951 kom också storslalom med). Alpintävlingarna (kallade Holmenkollen Kandahar) arrangerades utanför Holmenkollområdet. Alpint försvann från programmet då FIS började arrangera världscup.

## Internationella mästerskap
VM 1930:VM 1930 ägde rum i Holmenkollen mellan den 27 februari och 1 mars 1930. Det tävlades i fyra grenar; 18 km och 50 km längdskidåkning, nordisk kombination (backhoppning + 18 km längdskidåkning) och backhoppning. Norge tog trippel i grenarna där backhoppning ingick och en dubbel i 18 km längdskidåkning. Sven Utterström, Sverige vann 5-milen.
OS 1952: Olympiska vinterspelen 1952 var de sjätte i ordningen, men de första, som inte förlades till typiska turistorter, utan till Norges huvudstad Oslo. De blev det vanliga folkets OS. Ännu en skillnad var att denna gång fick de aktiva tävla på låglandsnivå, varigenom problem med höghöjdsanpassning inte existerade. Spelen blev en verklig publiksuccé eftersom inte mindre än ca 533 000 åskådare såg spelen på plats. Det var en storslagen siffra för de olympiska vinterspelen. Man kan jämföra med 1936, då spelen hölls i Garmisch-Partenkirchen, när 135 000 åskådare setts som spelens genombrott publikmässigt.
Holmenkollen blev ombyggd inför OS under ledning av arkitekterna Frode Rinnan och Olav Tveten. Tornet i hoppbacken blev byggt och omgjorda hoppet rymde nu Skidmuseet och en restaurang. Man grävde ut Besserudtjernet och byggde permanenta läktare, domartorn och en läktare för kungahuset.
30 länder deltog i spelen. För Nya Zeeland och Portugal var det de första vinterspelen. Av de båda tyska staterna deltog endast Västtyskland. Norge blev bästa nation med 7 guld, 3 silver, 6 brons, före USA med sina 4 guld, 6 silver, 1 brons och Finland med 3 guld, 4 silver 2 brons. Sverige tog 4 bronsmedaljer.
VM 1966: VM 1966 ägde rum  i Holmenkollen 17-26 februari 1966. Återigen byggdes backen om före VM. Den gjordes större. Backhoppstävlingen i stora backen ägde rum under svåra förhållanden med bland annat dimma och snö (till följd av ett försök att få bort dimman med torris från flygplan).
Norge blev bästa nation med 5 guld, 2 silver och 1 brons före Sovjetunionen med 3 guld, 2 silver och 1 brons och Finland som tog 1 guld, 3 silver och 2 brons. Sverige tog 3 brons. Bland annat tog Kjell Sjöberg brons i stora backen. Sovjetunionen tog en trippel i 5 km längdskidåkning för damer och Norge tog en trippel i 15 km längdåkning med trippel guldvinnaren Gjermund Eggen som segrare.
VM 1982: VM 1982 ägde rum i Holmenkollen mellan den 19-28 februari 1982. Längdskidåkarna fick för första gången i världsmästerskapssammanhang åka fristil i vissa lopp. För första gången hölls även lagtävlingar i backhoppning och nordisk kombination.
Holmenkollbacken blev ombyggd före VM-tävlingarna. Tornet blev utvidgat och backen blev större då man grävde ut Besserudtjernet ytterligare. Man fick elektronisk längdmätning och nya domarboxar och kommentatorboxar. Läktarna gjordes i betong och kungaläktaren förbättrades.
Norge blev bästa nation med 7 guld, 4 silver och 3 brons, före Finland med 1 guld, 4 silver och 4 brons och Sovjetunionen med 2 guld och 3 silver. Sverige tog 2 guld, båda i längdskidåkning; Thomas Eriksson vann 30 km fristil och Thomas Wassberg vann 50 km klassisk. Oddvar Brås insats under den sista stafettsträckan av herrarnas 4 x 10 km längdskidåkning kommer sent att glömmas. Efter en rafflande duell mellan Brå och Sovjetunionens slutman Alexander Savjalov kunde inte någon ensam segrare utropas, varför guldet delades. Strax före målgången bröt Oddvar Brå ena staven, ett idrottshistoriskt ögonblick i Norge, vilket givit upphov till frågan "Var var du när Brå bröt staven?", en fråga som norrmän ställer varandra än idag. 
VM 2011: VM 2011 avgjordes vid Holmenkollen 23 februari-6 mars 2011. Invigningsceremonin hölls på kvällen den 23 februari. 
Beslutet att tävlingarna skulle arrangeras i Oslo togs av världsskidsportförbundet FIS på ett möte i Vilamoura i Portugal den 25 maj 2006. Med K-punkt 115 meter och backestorlek 128 meter (HS128) var Holmenkollbacken för liten och gammalmodig för ett nytt VM. Oslo kommun utannonserade en arkitekttävling för att avgöra utformningen av nya Holmenkollbacken. Belgisk-danska arkitektfirman JDS Architects valdes. Kostnaderna beräknades till 581 miljoner norska kronor för hela Holmenkollen nationalanläggning, varav 340 miljoner skulle användas till den nya Holmenkollbacken och resten av pengarna till ny normalbacke i Midtstuen och moderniserad längdåkningsarena. Kostnaderna var uppe i 1,8 miljarder kronor redan augusti 2009.
Norge blev bästa nation med 8 guld, 6 silver och 6 brons, före Österrike som tog 7 guld, 2 silver och 1 brons och Sverige med 2 guld, 2 silver och 1 brons. Marcus Hellner vann längdåkningssprinten och Ida Ingemarsdotter och Charlotte Kalla vann sprintstafetten i längdåkning för damer. Backen där Marcus Hellner och Charlotte Kalla avgjorde sina tävlingar kallas numera "Svenskbacken" eller "Hellnerbacken"[källa behövs]. Marit Bjørgen blev VM:s "drottning" med 4 guldmedaljer och 1 silver.

## Övrigt
Holmenkollen arrangerade världscuptävlingar i skidskytte 18-21 mars 2010 och 17-20 mars 2011.
Norska mästerskap har inte arrangerats ofta i Holmenkollen. Holmenkollbacken har använts under NM 1986 (stor backe), 1995 (stor backe och lagtävling), 2004 (stor backe), 2006 (stor backe) och 2011 (stor backe).
På Holmenkollenområdet finns ett skidmuseum. Museet öppnades 1923 och är världens äldsta specialmuseum för skidor och skidsport. Här kan man uppleva 4 000 år av skidhistoria. Utställningarna bygger till stor del på initiativtagarens, arkitekten och slottsförvaltaren Hjalmar Welhavens  privata samlingar. Skidmuseet ägs och drivs av Skiforeningen.